# Malente
Malente település Németországban, Schleswig-Holstein tartományban. Lakosainak száma 10 976 fő (2023. december 31.).

## Népesség
A település népességének változása:
| Lakosok száma | 10 384 | 10 810 | 10 607 | 10 773 | 10 895 | 10 851 | 10 929 | 10 976 |
|               | 1975   | 2010   | 2017   | 2019   | 2020   | 2021   | 2022   | 2023   |